# Ichneumon browniops
Ichneumon browniops là một loài tò vò trong họ Ichneumonidae.